# Березово-Шимбатрово
Бере́зово-Шимба́трово (рос. Берёзово-Шимбатрово, марій. Кугилансола) — присілок у складі Гірськомарійського району Марій Ел, Росія. Входить до складу Мікряковського сільського поселення.

## Населення
Населення — 68 осіб (2010; 83 у 2002).
Національний склад (станом на 2002 рік):
- гірські марійці — 100 %